# Rotschulter-Kaktustangare
Die Rotschulter-Kaktustangare (Incaspiza watkinsi) auch Watkins-Ammer ist eine Vogelart aus der Familie der Tangaren (Thraupidae). Der Bestand wird von der IUCN als potenziell gefährdet (Near Threatened) eingeschätzt.

## Merkmale
Die Rotschulter-Kaktustangare erreicht eine Körperlänge von etwa 13 Zentimetern. Der Kopf und der Nacken sind grau. Die Stirn, der Bereich um die Augen und ein kleiner Kehlfleck sind schwarz und umrahmen den orangen Schnabel. Der untere Teil der Kehle ist weißlich. Der Rücken ist braun mit schwarzen Streifen, die sich insbesondere stark vom rötlichen Schulterbereich abheben. Die Flügeldecken sind größtenteils grau, doch an den Armdecken rotbraun. Die Brust ist blassgrau und wird am Bauch gelbbraun.

## Verbreitung und Lebensraum
Der Vogel ist endemisch in Peru. Man findet ihn ausschließlich am Río Marañón im Norden der Region Cajamarca an der Grenze zur Region Amazonas. Die Art lebt im Gestrüpp des Tieflandes in Höhen zwischen 500 und 900 Metern. Dieses Gebiet ist gekennzeichnet von Geröll, Säulenkakteen und Bromeliengewächsen (Bromeliaceae).

## Verhalten
Das Verhalten des Vogels ist relativ unscheinbar. Er ernährt sich von Saatgut, von Pflanzenteilen und Insekten. Diese nimmt er am Boden und relativ niedrigem Gebüsch zu sich. Oft reißt er ruckartig seinen Schwanz in die Höhe und senkt in wieder langsam.

## Etymologie und Forschungsgeschichte
Am 15. August 1923 sammelte Harry Watkins am Río Chinchipe im Auftrag des American Museum of Natural History. Die Bälge, die er sammelte, überließ er dem US-amerikanischen Ornithologen Frank Michler Chapman zur Beschreibung. Bei der Erstbeschreibung verwendete Chapman den heutigen Namen Incaspiza watkinsi. 1898 führte Robert Ridgway die für die Wissenschaft neue Gattung ncaspiza ein.
Das Wort »Incaspiza« setzt sich aus dem Wort »Inka« für das indigene Volk, welches unter anderem Peru in der präkolumbischen Zeit bevölkerte sowie dem griechischen Wort »spiza, spizō σπιζα, σπιζω« für »Fink,  tschirpen« zusammen.
Das Artepitheton »watkinsi« wurde von Chapman zu Ehren seines Sammlers Henry „Harry“ George Watkins (1886–1933) vergeben. So schrieb Chapman:

„I have named this well-marked species in honor of its collector, Mr. Harry Watkins, who for years had rendered loyal services to this museum as its representative in Peru, where his labors have added much to our knowledge of the birds of that country. (Ich habe diese prägnante Art zu Ehren ihres Sammlers Herrn Harry Watkins benannt, der über Jahre loyale Dienste für unser Museum als Beauftragter in Peru ausführte, von wo aus seine Arbeiten viel zu unserem Wissen über die Vögel in diesem Land beitrugen.)“